# Activision Blizzard
Activision Blizzard é uma subsidiária da Microsoft Gaming e uma publicadora de jogos eletrônicos norte-americana. Foi resultado da fusão de duas desenvolvedoras e distribuidoras americanas de videogames, a Activision Inc. e Blizzard Entertainment em julho de 2008. É considerada como uma das maiores desenvolvedoras de jogos interativos do mundo.
A empresa opera estúdios subsidiários adicionais, como parte da Activision Publishing, incluindo Treyarch, Infinity Ward, High Moon Studios e Toys for Bob. Suas principais propriedades intelectuais incluem as franquias Call of Duty, Crash Bandicoot, Guitar Hero, Tony Hawk's, Spyro, World of Warcraft, StarCraft, Diablo, Overwatch e Candy Crush Saga.
A Microsoft anunciou a aquisição da empresa por US$ 68,7 bilhões em 18 de janeiro de 2022, com a compra sendo aprovada somente em 13 de outubro de 2023. Com isso a Activision Blizzard tornou-se uma divisão da Microsoft Gaming,  fazendo da Microsoft a terceira maior empresa de jogos (atrás da Tencent e da Sony).

## História
Em dezembro de 2007, a Activision anunciou que a empresa e seus bens iriam se fundir com a desenvolvedora e publicadora Vivendi Games. Na época, a Vivendi era mais conhecida por ser a empresa holding dos estúdios de jogos eletrônicos Sierra Entertainment e Blizzard Entertainment. A nova empresa foi chamada de Activision Blizzard, e manteria sua sede central na Califórnia. Bobby Kotick da Activision foi anunciado como novo presidente e CEO, enquanto René Penisson da Vivendi foi apontado como presidente do conselho (ou chairman). A Comissão Europeia permitiu a fusão em abril de 2008, aprovando que não haveria nenhum problema de antitruste na fusão. Em 8 de julho de 2008, Activision anunciou que os acionistas concordaram com a fusão, e que o acordo foi fechado no próximo dia uma transação estimada em 18,9 bilhões de dólares.
Em 18 de janeiro de 2022, a Microsoft anunciou a intenção de comprar a Activision Blizzard por US$ 68,7 bilhões. A aquisição foi concluída no dia 13 de outubro de 2023, após a aprovação da CMA do Reino Unido, com a Activision Blizzard King se tornando uma subsidiária independente na Microsoft dentro de sua divisão de games. 

## Estúdios
| Nome do estúdio               | Sede                      | Fundação               | Notas | Estado atual |
| ----------------------------- | ------------------------- | ---------------------- | --- | ------------ |
| Activision                    | Santa Monica, Califórnia  | 1 de outubro de 1979   | Unido com a Vivendi Games em 9 de julho de 2008 | Ativo        |
| Activision Publishing         | Eden Prairie, Minnesota   | 2001                   | Fundado como Activision Value, renomeada para Activision Publishing Minneapolis Inc. e incorporada pela Activision em 2010. | Ativo        |
| Activision Shanghai Studio    | Shanghai, China           | 2009                   | | Ativo        |
| Beenox                        | Quebec, Canadá            | Maio de 2000           | Comprado em 25 de maio de 2005. | Ativo        |
| Blizzard Entertainment        | Irvine, Califórnia        | Fevereiro de 1991      | Fundado como Silicon & Synapse, Comprado em 1998 pela Vivendi, unida com a Activision em 9 de julho de 2008. | Ativo        |
| Blizzard Albany               | Albany, Nova York         | 1990                   | Comprado em 2005. | Ativo        |
| Demonware                     | Dublin e Vancouver        | 2003                   | Adquirida em maio de 2007 | Ativo        |
| Digital Legends Entertainment | Barcelona, Espanha        | 2001                   | Adquirida em 2021 | Ativo        |
| Elsewhere Entertainment       | Varsóvia, Polónia         | 27 de maio de 2024     | Fundado pela Activision e Microsoft em 2024 | Ativo        |
| High Moon Studios             | San Diego, Califórnia     | Abril de 2001          | Fundado como Sammy Entertainment, Comprado pela Vivendi em 2006. | Ativo        |
| Infinity Ward                 | Encino, California        | 2002                   | Comprado em outubro de 2003. | Ativo        |
| Radical Entertainment         | Vancouver, Canadá         | 1991                   | Comprado em 2005. | Ativo        |
| Raven Software                | Madison, Wisconsin        | 1990                   | Comprado em 1997 | Ativo        |
| Sledgehammer Games            | Foster City, Califórnia   | 17 de Novembro de 2009 | | Ativo        |
| Solid State Studios           | Santa Monica, California  | 2021                   | | Ativo        |
| Treyarch                      | Santa Monica, Califórnia  | 1996                   | Comprado em 2001. | Ativo        |
| FreeStyleGames                | Leamington, Inglaterra    | 2002                   | Comprado em 12 de setembro de 2008. Vendido para a Ubisoft em 2017. | Vendido      |
| Toys For Bob                  | Novato, Califórnia        | 1989                   | Comprado em 3 de maio de 2005. Se tornou independente em fevereiro de 2024. | Independente |
| Bizarre Creations             | Liverpool, Inglaterra     | 1987                   | Fundado como Raising Hell Productions, mudou de nome em 1994, comprado em Setembro de 2007, fechada em 20 de janeiro de 2011. | Fechado      |
| Budcat Creations              | Iowa City                 | Setembro de 2000       | Fundado em Las Vegas, comprado em novembro de 2008, fechada em 16 de novembro de 2010. | Fechado      |
| Luxoflux                      | Santa Monica, Califórnia  | Janeiro de 1997        | Comprado em outubro de 2002, fechada em 11 de fevereiro de 2011. | Fechado      |
| RedOctane                     | Mountain View, Califórnia | Novembro de 2005       | Comprado em 2006, fechada em 11 de fevereiro de 2011. | Fechado      |
| Shaba Games                   | São Francisco, Califórnia | Setembro de 1997       | Comprado em 2002, fechada em 8 de outubro de 2009. | Fechado      |
| Sierra Entertainment          | Iowa City                 | 1979                   | Fundado como On-Line Systems, mudou o nome para Sierra On-Line em 1982, e depois para Sierra Entertainment, fechada em 2008. | Fechado      |
| Vivendi Games                 | Iowa City                 | Década de 1990         | Fundado como Universal Interactive Studios. Comprado pela Vivendi em Dezembro de 2000, mudou o nome para Vivendi Universal Games em 2002, mudou o nome para Vivendi Games em 2 de maio 2006, fechada em 9 de julho de 2008 depois da Activision se fundir com a Blizzard Entertainment. | Fechado      |

## Controvérsias
Funcionários da empresa foram as ruas em 20 de julho de 2021 para protestar contra as condições de trabalho. Uma ação movida pelo departamento de emprego e habilitação da Califórnia acusou a empresa por casos de assédio sexual, agressão e por manter mulheres em ambiente hostil com salários menores além de retaliações. Por conta desta situação, 3 semanas depois, o então presidente da companhia Allen Brack deixou o cargo.

## Ligações Externas
- Site oficial da Activision Blizzard King